# Шувалово (станція)
Шувалово — станція Жовтневої залізниці, розташована за 11 км від Санкт-Петербург-Фінляндський на території однойменного дачного району, в сучасному муніципальному окрузі  Шувалово-Озерки.
Будівля кам'яного вокзалу побудована 1898 року фінським архітектором Бруно Гранхольмом у складі Фінляндської залізниці.
На станції є під'їзні колії, що прямують на підприємства і бази міста Санкт-Петербурга.